# Euphorbia squamigera
Euphorbia squamigera là một loài thực vật có hoa trong họ Đại kích. Loài này được Loisel. mô tả khoa học đầu tiên năm 1807.